# Deutsches Meisterschaftsrudern 1891
Das 10. Deutsche Meisterschaftsrudern wurde 1891 in Frankfurt am Main ausgetragen. Wie in den Jahren zuvor wurde nur im Einer der Männer ein Meister ermittelt. Deutscher Meister wurde Paul Wolff vom RV Sport-Germania Stettin.

## Medaillengewinner
| Bootsklasse | Gold                                   | Silber                        | Bronze                                  |
| ----------- | -------------------------------------- | ----------------------------- | --------------------------------------- |
| Einer       | Paul Wolff (RV Sport-Germania Stettin) | Fritz Miller (Ulmer RC Donau) | H. Schwarz (Berliner RC Sport-Borussia) |